# Ulf Andersson (poet)
Ulf Andersson, född 1949 i Karlskrona, är en svensk poet och politiker. Han har publicerat två diktsamlingar: Trädens diplomati (1987) och Det självklaras tyngd (2009). Han har även skrivit en rad noveller för olika tidskrifter och varit verksam som litteraturrecensent. Hans lyrik kännetecknas av en modernistisk stil och av en inriktning på naturmotiv. Han har arbetat som tjänsteman vid Kommunförbundet och har under flera årtionden varit verksam som kommun- och landstingspolitiker i Växjö, för såväl Socialdemokraterna som Vänsterpartiet.